# シドニー・ポスエロ
シドニー・フェレイラ・ポスエロ（Sydney Ferreira Possuelo、1940年4月19日 - ）は、ブラジルの探検家、社会活動家、民族誌学者であり、ブラジルに残る孤立した先住民族の権威である。